# Hồ Cachuma
Hồ Cachuma là một hồ ở trung tâm Hạt Santa Barbara, California trên Sông Santa Ynez. Nó được tạo thành từ Đập Bradbury, một đập 201 foot (61 m) được Cục Khai hoang Hoa Kỳ (U.S. Bureau of Reclamation) tạo ra năm 1953. Sức chứa của hồ là 205.000 acre-foot (253.000.000 m³) và diện tích mặt nước là 3.100 acre. Nó là một địa điểm cắm trại lớn  Lưu trữ ngày 12 tháng 10 năm 2007 tại Wayback Machine Do Phòng Công viên hạt the Santa Barbara quản lý . Ở đây có dịch vụ cung cấp lều trại, dụng cụ câu cá, thuyền chèo….
Đội tuyển chèo thuyền của Đại học California tại Santa Barbara thường luyện tập và thi môn này ở đây và đã dựng một nhà thuyền lâu dài ở đâu trước niên khóa 1982-1983.
Thành phố Solvang, California nằm cách hồ 20 dặm về phía tây.